# 1453
1453 (MCDLIII) a fost un an comun al calendarului iulian, care a început într-o zi de luni.

## Evenimente
- 2 aprilie-29 mai: Asediul și cucerirea Constantinopolului către sultanul otoman Mahomed al II-lea. Acest eveniment marchează sfârșitul Imperiului Bizantin.
- 17 iulie: Războiului de 100 de ani. Bătălia de la Castillon. Prin utilizarea tunurilor, francezii conduși de Jean Bureau înfrâng pe englezii comandați de John Talbot (conte de Shrewsbury), punând capăt Războiului de 100 de ani dintre Anglia și Franța.
- 19 octombrie: Recapturarea orașului Bordeaux de către francezi. Marchează sfârșitul Războiului de 100 de Ani (1337 - 1453). Anglia își păstrează orașul Calais ca și posesiune pe continent.

### Nedatate
- Johannes Gutenberg inventează tiparul cu litere mobile.
- Revolta din Gent: Cetățenii orașului Gent (Ghent) se revoltă împotriva burgunzilor. Ducele Burgundiei, Filip cel Bun, reușește înfrângerea revoltei.

## Nașteri
- 1 septembrie: Gonzalo Fernández de Córdoba, general si om de stat spaniol (d. 1515)
- 13 octombrie: Edward de Westminster, prinț al Angliei (d. 1471)
- 22 noiembrie: Jacob Obrecht, compozitor flamand (d. 1505)

- Afonso de Albuquerque, amiral portughez (d. 1515)

## Decese
- 28 februarie: Isabella, Ducesă de Lorena, 52 ani (n. 1400)
- 29 mai: Constantin XI Paleolog Dragases, 49 ani, ultimul împărat bizantin (n. 1404)
- 29 mai: Giovanni Giustiniani, 34 ani, căpitan italian (n. 1418)
- 29 mai: Lucas Notaras, ultimul Mega Duce al Imperiului Bizantin (n. ?)
- 29 mai: Athanasius al II -lea, Patriarh Ecumenic al Constantinopolului (n. ?)
- 2 iunie: Alvaro de Luna, 62 ani, politician spaniol (n. 1390)
- 17 iulie: Dmitry Shemyaka, 32 ani, Mare Prinț al Moscovei (1445, 1446-1447), (n. 1420)
- 17 iulie: John Talbot, Conte de Shrewsbury, 68 ani, comandant militar englez (n. 1384)
- 20 iulie: Enguerrand de Monstrelet, 52 ani, cronicar francez (n. 1400)
- 24 decembrie: John Dunstaple, 62 ani, compozitor englez (n. 1390)